# Liste der Monuments historiques in Authe
Die Liste der Monuments historiques in Authe führt die Monuments historiques in der französischen Gemeinde Authe auf.

## Liste der Immobilien
| Bezeichnung      | Beschreibung                | Standort               | Kennzeichnung | Schutzstatus | Datum | Bild           |
| ---------------- | --------------------------- | ---------------------- | ------------- | ------------ | ----- | -------------- |
| Kirche St-Martin | Wehrkirche, 14. Jahrhundert | Rue de l’Église (Lage) | PA00078336    | Classé       | 1920  | weitere Bilder |

## Liste der Objekte
| Bezeichnung | Beschreibung                                                                            | Standort                       | Kennzeichnung | Schutzstatus | Datum | Bild |
| ----------- | --------------------------------------------------------------------------------------- | ------------------------------ | ------------- | ------------ | ----- | ---- |
| Hauptaltar  | Altartisch, Retabel und drei Skulpturen; Stein, farbig gefasst, Marmor, 17. Jahrhundert | in der Kirche St-Martin (Lage) | PM08000034    | Classé       | 1970  |      |
| Zwei Altäre | Stein, 14. Jahrhundert                                                                  | in der Kirche St-Martin (Lage) | PM08000033    | Classé       | 1957  |      |
| Taufbecken  | Kalkstein, 18. Jahrhundert                                                              | in der Kirche St-Martin (Lage) | PM08001189    | Inscrit      | 1988  |      |